# Olle Ljungström (ingenjör)
Olle Ljungström, född 26 februari 1918 i Engelbrekts församling, Stockholm, död 19 februari 2013 i Lidingö församling, Stockholms län, var en  svensk ingenjör.

## Biografi
Olle Ljungström föddes 1918 som son till Fredrik Ljungström (entreprenör och en av Sveriges främsta uppfinnare genom tiderna) och Signe, född Söderberg. Han studerade vid Whitlockska samskolan och flygteknik vid KTH i Stockholm samt gjorde militärtjänst vid Flygvapnet 1939–1940. Han blev 1973 filosofie doktor inom transport och luftfart-teknologi vid KTH.
Ljungström arbetade som ingenjör i familjeföretag, särskilt med oljeskifferutvinning. Han var anställd vid Saab 1942–1970. Som teknisk ingenjör arbetade han med utvecklingen av flygplan som Saab 29 Tunnan och Saab 35 Draken. Han ingick också i gruppen som utvecklade svävaren Saab 401 för marinen under 1960-talet.
Han var gästprofessor vid Stanford University 1966–1967 och California Institute of Technology 1968.
Ljungström var en pionjär inom vindkraft och presenterade prototyper redan på 1950-talet.
Ljungström har bidragit som teknisk författare och redaktör i  Teknisk Tidskrift  (1960–1975).
Olle Ljungström arbetade nära sin far Fredrik Ljungström och gav 1999 ut en biografi om honom, Fredrik Ljungström 1875-1964 - Uppfinnare och inspiratör.

## Utmärkelser
- Hedersmedlem i Flygtekniska Föreningen